# Штат независимости (Родина)
«Штат независимости» (англ. «State of Independence») — третий эпизод второго сезона американского драматического телесериала «Родина», и 15-й во всём сериале. Премьера состоялась на канале Showtime 14 октября 2012 года.

## Сюжет
Сол (Мэнди Патикнин) готовится сесть в самолёт в аэропорту Бейрута, когда его отводит солдат в форме. Его ведут в закрытую комнату и его допрашивает хорошо одетый мужчина, подразумеваемый быть офицером разведки. Сол путешествует по дипломатическому паспорту и отказывается от допроса на основании дипломатического иммунитета. Он пытается запугать человека, но вынужден неохотно подчиниться и открыть дипломатическую почту. Разведчик чётко знает, что искать, и в конце концов находит карту памяти под подкладкой. Солу разрешено проследовать домой. Оказавшись на борту самолёта, он вытаскивает настоящую карту памяти из потайного отделения внутри ручки портфеля и кладёт её в карман.
Кэрри (Клэр Дэйнс) не ложится спать всю ночь, взахлёб записывая отчёт о своей миссии в Бейруте. Галвес (Храч Титизян) забирает отчёт следующим утром и говорит Кэрри прийти в Лэнгли этим вечером для опроса.
В тот день, когда он планирует выступить с речью на сборе средств Джессики (Морена Баккарин), Броуди (Дэмиэн Льюис) получает звонок от Ройи (Зулейка Робинсон). Ройя объясняет, что ЦРУ приобрело сведения, которые выводят на портного (Нассер Фарис) в Геттисберге, который соорудил пояс смертника для Броуди. Она говорит, что портного нужно забрать привезти в убежище, но его отвезти должен тот, кого он знает, а именно Броуди. Броуди едет в Геттисберг и подбирает портного, который отказывается идти. Портной нервно спрашивает, какая судьба ожидает его, когда он попадёт в убежище, на что у Броуди нет ответов. Спущенное колесо прерывает их путешествие. Пока Броуди меняет шину, портной думает напасть на Броуди с камнем, но шанса не предоставляется.
Кэрри прибывает в Лэнгли рано, но она становится взволнованной, когда обнаруживает, что опрос уже идёт. Эстес (Дэвид Хэрвуд) отводит Кэрри в сторону и говорит ей, что он решил, что будет лучше, если опрос начнётся без неё. Он хвалит Кэрри за качество её работы в Бейруте, но сбивает любую возможность её восстановления на работе, что явно расстраивает её.
Во время остановки на заправке, портной сбегает. Броуди преследует его в близлежащем лесу. Портной бьёт Броуди сзади большим камнем и убегает. Броуди удаётся догнать его и сбить его, потом поняв, что портной проткнут колом, который торчал из земли. Портной просит, чтобы его доставили в больницу. Броуди отказывается и делает всё возможное, чтобы оказать первую помощь и остановить кровотечение. Джессика звонит Броуди на его сотовый телефон. Броуди объясняет опоздание тем, что говорит ей, что у него спустило колесо. Портной, в своём ослабленном состоянии, молит о помощи, пока Броуди говорит по телефону. Броуди пытается заставить его молчать, но его усилия безуспешны, он убивает портного, сломав ему шею. Джессика слышит возню по телефону и может сказать, что-то неладно.
Кэрри возвращается в свою квартиру после резкого переезда от своего отца. Она переодевается в коктейльное платье, казалось бы развеяться и в поисках случайного секса, но потом останавливает себя. Вместо этого она заглатывает дюжину таблеток, запивая большим количеством вина, и готовится прилечь на свою кровать, ожидая смерти. Спустя короткое время, она меняет решение, убежав в ванную комнату и заставляя себя вырвать таблетками.
На благотворительном вечере, Джессика произносит речь вместо Броуди. Она говорит о многих сражениях своей семьи, когда Броуди вернулся после восьми лет пребывания в плену. Она выступает с инициативой помочь семьям с процессом реинтеграции возвращающихся с войны ветеранов. Речь очень хорошо принята. Броуди хоронит портного в лесу и отправляется домой, пропустив благотворительный фонд полностью. Майк (Диего Клаттенхофф) отвозит Джессику домой после мероприятия. Джессика выражает свои разочарования и говорит Майку о романе Броуди с Кэрри. Джессика приглашает Майка внутрь дома выпить, когда Броуди прерывает своим присутствием. Внутри дома, Джессика требует правду от Броуди, не веря в любые его оправдания для отсутствия. Броуди придерживается своей истории, в то время как Джессика подчёркивает, что их брак не может продолжаться быть таким.
Кэрри просыпается от прихода Сола, который говорит ей, что он пришёл прямо к ней домой из Ливана с основной частью данных, которые она получила. Переполненная эмоциями, Кэрри восклицает: "Я была права!", когда она смотрит видео с признанием Броуди.

## Производство
Сценарий к эпизоду написал исполнительный продюсер Александр Кэри, а режиссёром стал Лодж Керриган, режиссёр фильма «В руках Бога», в котором также сыграл Дэмиэн Льюис.

## Реакция

### Рейтинги
Во время оригинального показа, эпизод собрал у экранов 1.48 миллионов зрителей, снизившись, по сравнению с предыдущим эпизодом.

### Реакция критиков
Алан Сепинуолл из HitFix назвал его "великим эпизодом" и "ранним претендентом для предоставления на следующую премию «Эмми»." В заключении, Сепинуолл сказал: "Сюжет «Родины» может иногда не сработать, но эти персонажи в её центре оказались настолько убедительными, что это только то, что имеет значение."
Тодд Вандерверфф из The A.V. Club наградил эпизод оценкой "B", чувствуя, что сцены с Кэрри были мастерски сделаны, но разработки в сюжетной линии с Броуди были слишком надуманными.
Нед Мартел из «The Washington Post» восхвалил выступление Клэр Дэйнс как "выше всяких похвал", и сказал, что "через три эпизода и три недели после того, как она забрала большой приз индустрии, уже чувствуется, что настало время дать Клэр Дэйнс награду следующего года тоже."

### Награды и номинации
Морена Баккарин получила номинацию на премию «Эмми» за лучшую женскую роль второго плана в драматическом сериале на 65-й церемонии премии «Эмми» за своё выступление в этом эпизоде.